# Ilmmünster
Ilmmünster – miejscowość i gmina w Niemczech, w kraju związkowym Bawaria, w rejencji Górna Bawaria, w regionie Ingolstadt, w powiecie Pfaffenhofen an der Ilm, siedziba wspólnoty administracyjnej Ilmmünster. Leży około 5 km na południe od Pfaffenhofen an der Ilm, nad rzeką Ilm, przy drodze B13 i linii kolejowej Monachium – Norymberga.

## Dzielnice
W skład gminy wchodzą dwie dzielnice: 
- Ilmmünster
- Ilmried

## Demografia
| Rok  | Liczba mieszk. |
| ---- | -------------- |
| 1970 | 1 429          |
| 1987 | 1 590          |
| 2000 | 1 968          |
| 2005 | 2 160          |

### Struktura wiekowa
Dane o ludności z 31 grudnia 2008:
| Opis                                | Ogółem | Ogółem | Kobiety | Kobiety | Mężczyźni | Mężczyźni |
| ----------------------------------- | ------ | ------ | ------- | ------- | --------- | --------- |
| Jednostka                           | osób   | %      | osób    | %       | osób      | %         |
| Populacja                           | 2130   | 100    | 1062    | 49,86   | 1068      | 50,14     |
| Wiek przedprodukcyjny (0–17 lat)    | 443    | 20,8   | 226     | 10,61   | 217       | 10,19     |
| Wiek produkcyjny (18–65 lat)        | 1361   | 63,9   | 656     | 30,8    | 705       | 33,1      |
| Wiek poprodukcyjny (powyżej 65 lat) | 326    | 15,31  | 180     | 8,45    | 146       | 6,85      |

## Polityka
Wójtem gminy jest Anton Steinberger z CSU, rada gminy składa się z 14 osób.
|      | CSU | SPD | FWG | Razem |
| 2008 | 7   | 2   | 5   | 14    |
| 2002 | 8   | 2   | 4   | 14    |